# Onciale 0257
- Papyrus
- Onciale
- Minuscules
- Lectionnaire

Le Codex 0257 (dans la numérotation Gregory-Aland), est un manuscrit du Nouveau Testament sur parchemin écrit en écriture grecque onciale.

## Description
Le codex se compose de 47 folios. Il est écrit en une colonne par page, de 4 ou 6 lignes par colonne. Les dimensions du manuscrit sont 29,5 x 22 cm,. Les paléographes datent ce manuscrit du IXe siècle.
C'est un manuscrit contenant le texte de l'Évangile selon Matthieu 5-26 et l'Évangile selon Marc 6-16.
Le texte du codex représenté est de type byzantin. Kurt Aland le classe en Catégorie V.
Contenu
Matthieu 5,17-29; 8,4-19; 12,4-13,41; 13,55-14,15; 25,28-16,19; 21,20-43; 22,13-24,24; 25,6-36; 26,24-39;
Marc 6,22-36; 7,15-37; 8,33-11,22; 14,21-16,12.
Lieu de conservation
Il est conservé au monastère d'Agiou Nikanoros (2, ff. 1-16, 289-319) à Zavorda,.